# Île Parola
L'île Parola, en tagalog : Parola, est une île située dans les îles Spratleys en mer de Chine méridionale. Elle est contrôlée par les Philippines depuis 1968, mais est revendiquée par la Chine, Taïwan et le Viêt Nam.